# Lysiteles wenensis
Lysiteles wenensis là một loài nhện trong họ Thomisidae.
Loài này thuộc chi Lysiteles. Lysiteles wenensis được Da-xiang Song miêu tả năm 1995.